# Kenfig Castle
Kenfig Castle (walisisk: Castell Cynffig) er ruinerne af en borg fra middelalderen, som står i Bridgend County Borough i Wales. Den blev vigtig efter den normanniske invasion af Wales i slutningen af 1100-tallet.
Der omtales en borg i Kenfig allerede i 1080, hvor Iestyn ap Gwrgan skulle have forbedret forsvarsværkerne, men det var sandsynligvis en anden fæstning en den som de nuværende stenruiner stammer fra. Kenfig Castle var en vigtig normannisk borg opført af Robert, jarl af Gloucester i begyndelsen af 1100-tallet på en bakketop med flod mod både vest og nord. Kenfig Castle var administrativt center for området, og i 1183 var der opstået en lille landsby ved fæstningen.
Kenfig Castle blev ødelagt af waliserne ved mindst seks tilfælde i 1167, 1183, 1232, 1242, 1294 og 1295 af Morgan ap Maredudd under Madog ap Llywelyns oprør, og igen i 1316 under Llywelyn Brens oprør. I begyndelsen af 1300-tallet blev borgen kraftigt ombygget. Der blev fjernet jordvolde for at gøre bedre plads til borggården, og der blev opført en ringmur med en stor portbygning.
Sandflugt har gjort, at kun toppen af keepet i dag er synlig.